# Mexikansk grisgylta
Mexikansk grisgylta (Bodianus diplotaenia) är en fiskart som först beskrevs av Gill 1862.  Mexikansk grisgylta ingår i släktet Bodianus och familjen läppfiskar. IUCN kategoriserar arten globalt som livskraftig. Inga underarter finns listade i Catalogue of Life.